# Lei de correspondência
No condicionamento operante, a lei de correspondência (ou "lei da igualção, ou, em inglês, "matching law") é uma relação quantitativa que se mantém entre as taxas relativas de resposta e as taxas relativas de reforço em esquemas simultâneos de reforço. Por exemplo, se duas alternativas de resposta A e B são oferecidas a um organismo, a razão das taxas de resposta para A e B é igual à razão de reforços produzidos por cada resposta.  Essa lei se aplica razoavelmente bem quando sujeitos não humanos são expostos a esquemas de intervalo variável simultâneos; sua aplicabilidade em outras situações é menos clara, dependendo das suposições feitas e dos detalhes da situação experimental. A generalidade da aplicabilidade da lei de correspondência é assunto de debate atual. 
A lei de correspondência foi formulada pela primeira vez por Richard J. Herrnstein (1961) após um experimento com pombos em esquemas de intervalo variável simultâneo.  Os pombos receberam dois botões em uma caixa de Skinner, cada um dos quais levou a diferentes taxas de recompensa alimentar. Os pombos tendiam a bicar o botão que produzia a maior recompensa alimentar com mais frequência do que o outro botão, e a proporção de suas taxas para os dois botões correspondia à proporção de suas taxas de recompensa nos dois botões.

## Formulação matemática
Se B1 e B2 são a taxa de respostas em dois esquemas que produzem taxas de reforço obtidas (diferente das programadas) R1 e R2, a lei de correspondência estrita sustenta que a taxa de resposta relativa R 1 / (R1 + R2) corresponde a, ou seja, é igual à taxa de reforço relativa R 1 / (R1 + R2). Isto é,
{\displaystyle {\frac {B_{1}}{B_{1}+B_{2}}}={\frac {R_{1}}{R_{1}+R_{2}}}}
Essa relação também pode ser estabelecida em termos de taxas de resposta e reforço:
{\displaystyle {\frac {B_{1}}{B_{2}}}={\frac {R_{1}}{R_{2}}}}

## Importância teórica
A lei de correspondência é teoricamente importante por várias razões. Primeiro, ela oferece uma quantificação simples do comportamento que pode ser aplicada a várias situações. Em segundo lugar, ela oferece uma explicação regrada de escolha. Como Herrnstein (1970) expressou, sob uma análise operante, a escolha nada mais é do que um comportamento colocado no contexto de outro comportamento.  A lei de correspondência, portanto, desafia a ideia de que a escolha é um resultado imprevisível do livre-arbítrio, assim como B. F. Skinner e outros argumentaram.  No entanto, este desafio só se torna sério se se aplicar ao comportamento humano, bem como ao comportamento de pombos e outros animais. Quando os participantes humanos atuam sob esquemas simultâneos de reforço, o emparelhamento foi observado em alguns experimentos,  mas grandes desvios do emparelhamento foram encontrados em outros.  Finalmente, se nada mais, a lei de correspondência é importante porque gerou uma grande quantidade de pesquisas que ampliou nossa compreensão do controle operante.

## Relevância para a psicopatologia
A lei da correspondência e a lei da correspondência generalizada ajudaram os analistas do comportamento a compreender alguns comportamentos humanos complexos, especialmente o comportamento das crianças em certas situações de conflito.   James Snyder e seu colega descobriram que a correspondência de respostas prevê o uso de táticas de conflito por crianças e pais durante os conflitos.  Esta taxa de correspondência prevê prisões futuras. Até mesmo o uso da fala desviante pelas crianças parece seguir um padrão de correspondência. 